# Sulisprint futás
A Sulisprint futás egy utcai futóverseny Dorogon.

## A verseny kialakulása, támogatók
1997-ben komoly igény jelentkezett egy tömegeket megmozgató Dorog város környéki, regionális utcai futóverseny létrehozására az akkor támogató hiányában megszűnt RICHTOFIT-futás pótlására. Kezdetben a Városi Diáksport Bizottság -amely később Dorog Város és Környéke Diáksportjáért Egyesületévé alakult- állt a kezdeményezés élére, s az irányítása alá tartozó iskolák bevonásával megkezdte a szervezést. Legfontosabb feladatként a biztos, stabil támogatók megnyerését határozták meg. Első években a Városi Ipari Parkban üzemelő Sanyo Hungary KFT-t sikerült maguk mellé állítani, a helyi önkormányzati támogatás mellett. Néhány éves együttműködést követően találtak rá a jelenlegi főszponzoraikra: a város mellett működő Égetőműre, majd később SARPI néven prosperáló gyárra, aki az Égetőmű Környezetfejlesztő Közalapítványon keresztül támogatja jelentős összeggel a SULISPRINT-SARPI futást. Mindenképpen kiemelkedő a város képviselő-testületének és a város polgármesterének pozitív hozzáállása is, akik hozzájárulása komoly segítséget jelent a verseny színvonalas lebonyolításában. Nem mehetünk el a környékbeli cégek, vállalkozások egyre bővülő segítsége mellett sem. 

## Lebonyolítás
Szintén kiemelt feladat volt egy mindenki által támogatható cél és lebonyolítási rend kidolgozása. A szervezők elhatározták, hogy a legkisebbektől a legidősebbekig szeretnék mindenki számára lehetővé tenni a részvételt, ezért több korosztályt és több teljesítendő távot tűztek ki a jelentkezők elé. Az óvodásoknak 600 m-t, a gyerekeknek 2000 m-t, míg az idősebbeknek 2000 m-t, a legsportosabbaknak 4000 m-t kellett teljesíteniük Dorog belvárosának utcáin. 

## Értékelés, díjazás
Külön értékelésre kerülnek a fiúk illetve lányok, összesen 14 kategóriában díjazzák a helyezetteket. Minden, a vállalt távot teljesítő induló kap egy emblémás pólót, egy emléklapot, almát, frissítő üdítőt. A helyezettek érem, plakett, illetve sportszerdíjazásban részesülnek.

## Résztvevők
Az elmúlt másfél évtizedben 1200-nál egyszer sem volt kevesebb résztvevője a környék egyik legjelentősebb rendezvényének. Mintegy 20.000 fiatalnak, idősnek hozták közelebb a mozgás, a futás örömét a mögöttünk hagyott időszakban. Az elképzelés sikerét mutatja, hogy néhány apró változástól eltekintve az eredeti rendszerben zajlottak a nagy népszerűségnek örvendő utcai futóversenyek.